# Waleria z Honnecourt
Waleria z Honnecourt – dziewica i święta Kościoła katolickiego.
Pochodziła z Honnecourt w Galii (dzisiejsze Honnecourt-sur-Escaut we Francji) i żyła prawdopodobnie w VII wieku. Razem ze swoją siostrą Polleną prowadziła pobożne życie na kształt "domowego zakonu", a wspomagał je duchowo starszy brat Litfard, będący biskupem.
Po ich śmierci w Honnecourt powstał klasztor benedyktynek (fr. Abbaye Saint-Pierre de Honnecourt), gdzie czczono obie siostry. Cześć oddawano im również w Cambrai.
Relikwie miały zostać przeniesione w późniejszym czasie do Saint-Quentin.
Wspomnienie liturgiczne św. Walerii obchodzone jest 8 października, często ze św. Polleną.